# Choca-de-crista-preta
Choca-de-crista-preta (nome científico: Sakesphorus canadensis) é uma espécie de ave pertencente à família dos tamnofilídeos. Pode ser encontrada na América do Sul tropical em Trinidad, Colômbia, Venezuela, Guianas, norte do Brasil e nordeste do Peru.
Seu nome popular em língua inglesa é "Black-crested antshrike".